# Sovraccarico
Si definisce sovraccarico la condizione in cui si trova un sistema complesso (ad es. una macchina, un dispositivo o, in senso figurato, un individuo) o un singolo componente (ad es. un conduttore, una struttura, una trave) che ha raggiunto e superato i limiti di carico previsti per il suo corretto funzionamento o utilizzo.
Il sovraccarico è sempre una fonte di danno e pericolo dove si produce. Se il sovraccarico non si limita può provocare danni anche irreversibili.
Il sovraccarico infatti può provocare rottura, fatica, calore, attrito, incendio, crolli, etc.
Generalmente si parla di sovraccarico termico, elettrico, meccanico, strutturale, di lavoro, ecc.
In ogni disciplina ingegneristica lo studio del sovraccarico è fondamentale per il corretto dimensionamento della progettazione che si intende realizzare.
Un concetto strettamente legato al sovraccarico soprattutto per la meccanica e l'ingegneria strutturale è il concetto di fatica.
Spesso contro i sovraccarichi si pongono delle limitazioni che possono essere sia di carattere indicativo (volontario), che di carattere protettivo (automatico).

## Alcuni esempi
Gli ascensori spesso sono provvisti di un cartello che recita "Portata Massima 315 kg". Questa è una indicazione di limitazione di sovraccarico (volontaria); in quelli più evoluti suona anche una campana e, se si raggiunge e supera la portata massima, si è nella condizione di sovraccarico, pertanto esso non effettua la corsa (protezione automatica).
In un ponte dove c'è scritto massimo 10 tonnellate (indicazione di limitazione di sovraccarico) è solo la scelta volontaria che determina il passaggio o meno e quindi produrre un sovraccarico sul ponte.
In una scala a libretto di casa o di una libreria spesso sulla targa laterale c'è scritto il peso massimo (es. 100 kg) che può sopportare, quello è un limite di carico.
Una multipresa (comunemente detta "ciabatta") per collegare elettrodomestici se è a norma CEI (Marcatura CE della comunità europea) deve avere riportato il limite di carico che può portare (potenza 1500 W).